# Jesús Huguet i Serrano
Jesús Huguet i Serrano (Fondarella, Pla d'Urgell, 22 d'octubre de 1932 - Solsona, El Solsonès, 9 de març de 2012), prevere, teòleg i escriptor català, va ser un sacerdot i docent de la diòcesi de Solsona.

## Biografia
Nascut a Fondarella l'any 1932, fou ordenat prevere el 22 de desembre de 1956.
Va ser un reconegut teòleg i escriptor. Es va formar a Roma i París i es va dedicar a la docència al Seminari de Solsona, al Centre d'Estudis Pastorals de Barcelona i al Centre de Formació Cristiana de Manresa.
Entre d'altres, va ser arxiprest de Solsona-Morunys, corrector de Berga, rector de Solsona i de Sant Just Joval, parròquia on va continuar adscrit com a capellà tot i jubilar-se el 2008.
Va ser un dels membres més destacats del Fòrum Ondara del Bisbat de Solsona, un espai de reflexió integrat per capellans renovadors de la diòcesi de Solsona fidels al Concili Vaticà II. Molt proper i estret col·laborador del bisbe Antoni Deig, es va caracteritzar per les seves posicions nacionalistes i progressistes dins l'Església catòlica a Catalunya. Mai no defugí cap tema, fet pel qual el bisbe Jaume Traserra i el cardenal Ricard Maria Carles el feren plegar de les seves col·laboracions al Full Diocesà i a la revista Catequesi, respectivament.
Va morir l'any 2012 a Solsona a l'edat de 79 anys, víctima d'un atropellament amb cotxe.

## Obra

### Llibres
- 1982: Caminem amb Jesús cap a la casa del pare. Barcelona: Secretariat Interdiocesà de Catequesi de Catalunya i Les Illes.[5]
- 1983: Cap on va la catequesi: reflexions de catequètica fonamental. Madrid: Central Catequística Salesiana.[6]
- 1985: Encara ens hem de confessar. Abadia de Montserrat.[7]
- 2004: Xàldigues: crítiques benignes sobre l'Església i el món. Barcelona: Grata Lectura.[8]